# Ernest Quetelet
Ernest Adolphe François Quetelet (* 7. August 1825 in Brüssel; † 6. September 1878 in Ixelles) war ein belgischer Astronom.

## Leben
Quetelet wurde als Sohn des Astronomen, Mathematikers und Begründers der Sozialstatistik Adolphe Quetelet geboren. Er studierte an der École militaire in Brüssel und war zunächst als Ingenieur tätig. 1855 wechselte er als Assistent seines Vaters an die Königliche Sternwarte von Belgien in Brüssel. Die Sternwarte war 1828 von seinem Vater gegründet worden und war neben der Astronomie auch für den Wetterdienst zuständig.
Quetelet arbeitete auf dem Gebiet der Meteorologie, des Erdmagnetismus, der Planetenforschung und zu veränderlichen Sternen. In seinem Todesjahr 1878 wurde von ihm ein Katalog von 10.792 Sternen veröffentlicht, der auf Beobachtungen der Königlichen Sternwarte von 1857 bis 1878 beruhte. Auf dem Gebiet der Planetenforschung galt sein besonderes Interesse der Beobachtung der Marsoberfläche (Areografie).
Im Dezember 1855 wurde er korrespondierendes und im Dezember 1863 volles Mitglied der Académie royale des Sciences, des Lettres et des Beaux-Arts de Belgique.